# Campionat d'escacs del Líban
El campionat d'escacs del Líban és un torneig d'escacs estatal del Líban per determinar el campió del país.

## Quadre d'honor
| Any  | Campions             | Campiones        |
| ---- | -------------------- | ---------------- |
| 1953 | Charles Salameh      | –                |
| 1955 | Georges Malias       | –                |
| 1956 | Edgard Chalabi       | –                |
| 1957 | Serge Majarov        | –                |
| 1958 | Edgard Chalabi       | –                |
| 1959 | Carlos Maalouf       | –                |
| 1960 | Serge Majarov        | –                |
| 1961 | Fares Farah          | –                |
| 1962 | Serge Majarov        | –                |
| 1964 | Charles Salameh      | –                |
| 1965 | Jacques Bedros       | –                |
| 1966 | Maurice Gabriel      | –                |
| 1967 | Antoine Ghaleb       | –                |
| 1968 | Charles Salameh      | –                |
| 1970 | Samir Sursock        | –                |
| 1971 | Samir Sursock        | –                |
| 1972 | Andre Tarazi         | –                |
| 1974 | Safwan Akkari        | –                |
| 1992 | Samir Sursock        | –                |
| 1993 | Mounir Tawbeh        | –                |
| 1994 | Fadi Eid             | Danielle Ghattas |
| 1995 | Antoine Kassis       | Suzan Mouradian  |
| 1996 | Ahmad Najjar         | Knarik Mouradian |
| 1997 | Mansour Assaf        | Knarik Mouradian |
| 1998 | Fadi Eid             | Knarik Mouradian |
| 1999 | Ahmad Najjar         | Suzan Mouradian  |
| 2000 | Abdulaziz Mahmoud    | Knarik Mouradian |
| 2001 | Haytham Omar         | Knarik Mouradian |
| 2002 | Faysal Khairallah    | Suzan Mouradian  |
| 2003 | Faysal Khairallah    | Suzan Mouradian  |
| 2004 | Faysal Khairallah    | Knarik Mouradian |
| 2005 | Knarik Mouradian     | Suzan Mouradian  |
| 2007 | Najjar Ahmad         | Knarik Mouradian |
| 2008 | Faysal Khairallah    | Knarik Mouradian |
| 2009 | Fadi Eid             | Maya Jaloul      |
| 2010 | Amro El Jawich       | Knarik Mouradian |
| 2011 | Faysal Khairallah    |                  |
| 2012 | Faysal Khairallah    |                  |
| 2013 | Ibrahim Chahrour     |                  |
| 2014 | Faysal Khairallah    |                  |
| 2015 | Amro El Jawich       |                  |
| 2016 | Faysal Khairallah    |                  |
| 2018 | Antoine Emile Kassis |                  |
| 2019 | Antoine Emile Kassis |                  |
| 2020 | Ahmad Najjar         |                  |
| 2022 | Amro El Jawich       |                  |
| 2023 | Ahmad Najjar         |                  |
| 2024 | Akram Khoder         | Nadia Fawaz      |